# Павенецкий, Антоний

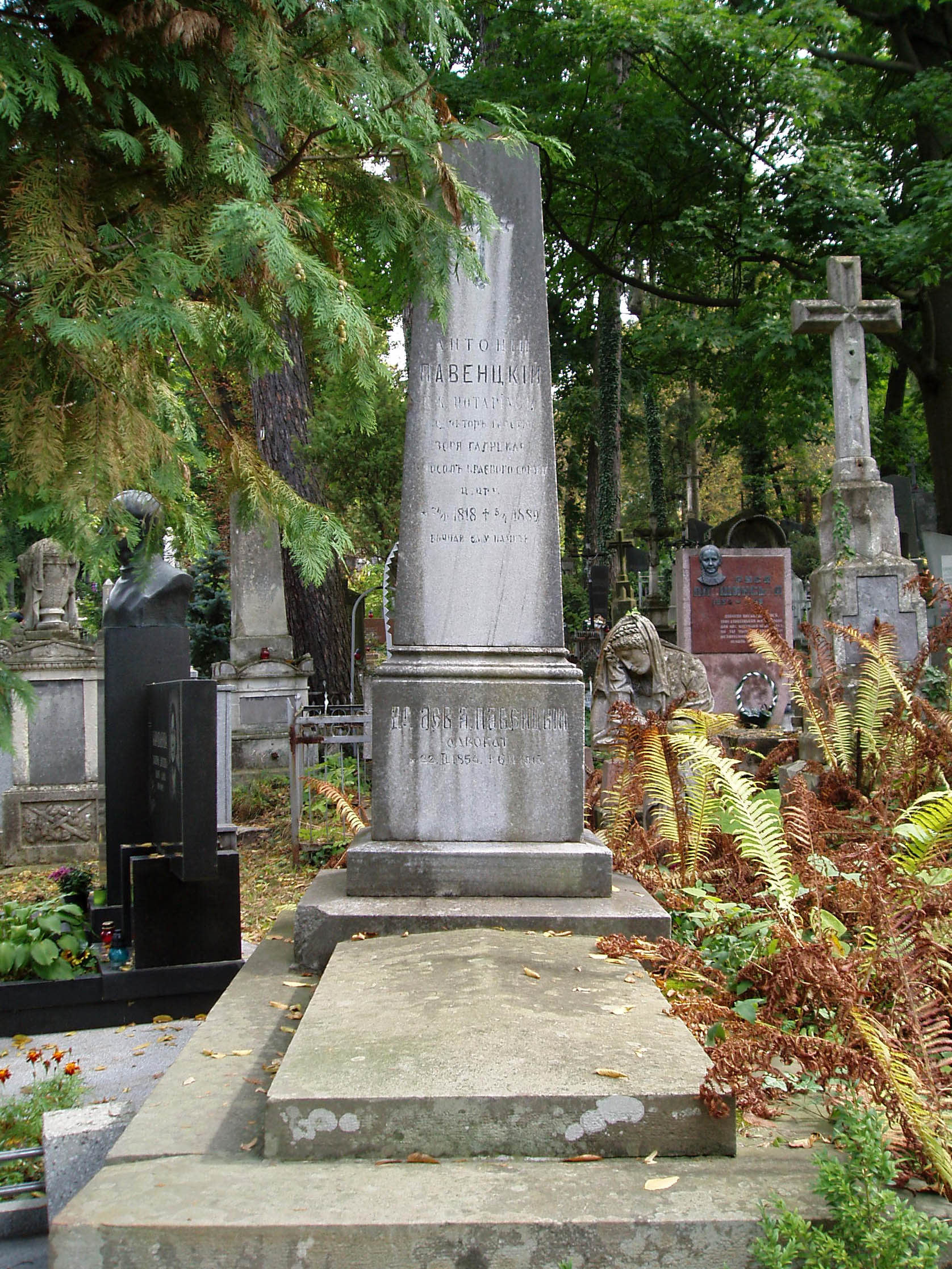
Могила Антония Павенцкого на Лычаковском кладбище Львова

Антоний (Антон) Павенцкий (укр. Антоній Павенцький;  1818 — 5 апреля 1889, Лемберг, Австро-Венгрия) — галицко-русский общественный и политический деятель, юрист, журналист, редактор. Доктор наук.
Член и основатель Главной русской рады, член организационного комитета «Собора русских Ученых» , первый редактор и издатель первого украинской газеты «Зоря галицкая» (в течение 1848—1850). Посол (депутат) Галицкого Сейма 1-го созыва в 1861—1866 годах. Участник организационного собрания «Руської бесіди» («Русская Беседа», 1862). Заместитель председателя «Галицко-русской матицы».
Работал нотариусом. После окончания депутатских полномочий устранился от общественной жизни, вёл дела в имении своей жены.
Похоронен на Лычаковском кладбище.